# Brenskea
Brenskea är ett släkte av skalbaggar. Brenskea ingår i familjen Hybosoridae.
Kladogram enligt Catalogue of Life:
| Brenskea | \| \| Brenskea chudeaui \| \| \| \| \| \| Brenskea coronata \| \| \| \| |
|          | \| \| Brenskea chudeaui \| \| \| \| \| \| Brenskea coronata \| \| \| \| |
|          | Brenskea chudeaui                                                       |
|          |                                                                         |
|          | Brenskea coronata                                                       |
|          |                                                                         |